# Cartuno - Parte 4
Cartuno – Parte 4 è un album di sigle di cartoni animati in versioni remix, della cantante Cristina D'Avena e del cantautore Giorgio Vanni, prodotta da The S.A.I.F.A.M. Group su licenza RTI SpA e distribuita da Self il 23 novembre 2004. Questo è l'ultimo volume della collana.

## Descrizione
Cartuno – Parte 4 è l'ultimo volume della collana omonima iniziata tre anni prima. Come i precedenti, all'interno sono presenti le sigle dei cartoni animati (trasmessi su Italia1) in versione dance remix.
L'album è caratterizzato da una copertina bianca, sulla quale sono presenti, oltre al titolo, il logo di Italia 1 al centro, vari personaggi tratti da Pokémon (serie animata), Gira il mondo principessa stellare, Mew Mew amiche vincenti, Power Stone, Gladiator's Academy e Chris Colorado. Inoltre agli angoli della copertina sono presenti 2 baloon, che pubblicizzano alcuni titoli presenti all'interno:
- Contiene i remix di: Hamtaro Ham Ham Friends, Pokémon Adavanced e Occhi di gatto
- Contiene i remix di: Kiss Me Licia, Gladiator's Academy, Canzone dei Puffi e Mila e Shiro 2 cuori nella pallavolo

La grafica del disco e del retro segue sempre lo stesso stile dei precedenti, con il CD che porta la stessa grafica della copertina e il booklet che contiene la tracklist. Quest'ultima si ripresenta anche sul retro.
Sul retro della copertina viene indicato erroneamente Giorgio Vanni come unico interprete di Pokémon Advanced.

## Tracce
CD: LUN 023-2
Testi di Alessandra Valeri Manera tranne dove specificato; edizioni musicali RTI S.p.A..
1. Cristina D'Avena – Mila e Shiro due cuori nella pallavolo (remix) – 2:39 (musica: Ninni Carucci)
2. Cristina D'Avena – Canzone dei puffi (remix) – 2:05 (testo: Victor Szell e Alessandra Valeri Manera – musica: Dan Lacksman)
3. Cristina D'Avena – Gira il mondo principessa stellare (remix) – 3:13 (musica: Danilo Aielli e Maurizio Perfetto)
4. Cristina D'Avena – Mew Mew amiche vincenti (remix) – 4:35 (musica: Cristiano Macrì)
5. Giorgio Vanni – Zoids (remix) – 4:24 (musica: Max Longhi e Giorgio Vanni)
6. Giorgio Vanni e Cristina D'Avena – Pokémon Advanced (remix) – 2:52 (musica: Max Longhi e Giorgio Vanni)
7. Cristina D'Avena e Cristiano Macrì – Webdivers (remix) – 4:08 (testo: Riccardo Barberi e Luigi Vilardo – musica: Max Longhi, Cristiano Macrì e Giorgio Vanni)
8. Cristina D'Avena e Giorgio Vanni – Holly e Benji Forever (remix) – 3:46 (musica: Max Longhi e Giorgio Vanni)
9. Giorgio Vanni – Chris Colorado (remix) – 4:03 (musica: Max Longhi e Giorgio Vanni)
10. Giorgio Vanni – Gladiator's Academy (remix) – 3:36 (musica: Max Longhi e Giorgio Vanni)
11. Cristina D'Avena – Hamtaro Ham Ham Friends (remix) – 3:11 (musica: Max Longhi e Giorgio Vanni)
12. Cavour – Power Stone (remix) – 3:38 (testo: Fabrizio Berlincioni – musica: Sergio Dall'Ora, Sergio Lorandi e Fabio Venturini)
13. Cristina D'Avena – Kiss me Licia (remix) – 4:07 (musica: Giordano Bruno Martelli)
14. Cristina D'Avena – Occhi di gatto (remix) – 3:52 (musica: Ninni Carucci)
15. Giacinto Livia – Jacob due due (remix) – 3:13 (testo: Massimiliano Gusmini – musica: Massimiliano Gusmini e Michele Monestiroli)
16. Giorgio Vanni – He-Man and the Masters of the Universe (remix) – 3:51 (testo: Cheope e Giuseppe Anastasi – musica: Max Longhi e Giorgio Vanni)

Durata totale: 57:13

## Produzione
- Giovanni Dimartino – missaggi al Factory Sound Studios (Verona)
- Factory Team – produzione remix
- Fabio Turatti – produzione remix
- Mauro Farina – produzione esecutiva
- Saifam Group – produzione discografica